# Gartenbaugebäude
Das Gartenbaugebäude stand bis 1960 am Wiener Parkring 12. Der zweigeschoßige, palaisartige Bau der Wiener Gartenbaugesellschaft war eines der ersten realisierten Gebäude der Wiener Ringstraße und wurde 1863–64 von dem Architekten August Weber errichtet, der auch der Erbauer des Wiener Künstlerhauses war. Der zunächst vornehme Charakter des Etablissements ging mit der Zeit verloren, schon der Regulierungsplan von 1893 sah eine höhere Bauklasse vor. In den 1950er Jahren wurde es stufenweise abgerissen. Unter hitzigen Diskussionen wurde es schließlich durch das Gartenbauhochhaus ersetzt.
Am südwestlichen Teil des Geländes (heutige Adresse Parkring 12A) wurde 1983 von Harry Glück und Peter Czernin das Hotel Marriott errichtet, das sich in der Traufhöhe aber an benachbarte Ringstraßengebäude orientiert.
Die Verkehrsfläche zwischen den Gebäuden heißt nunmehr Gartenbaupromenade und es wurden Skulpturen von Wander Bertoni (Sammelname Metamorphose der Säule) dort aufgestellt.